# Frédéric Cuvier
Frédéric Cuvier (28 de junio de 1773 - 24 de julio de 1838) fue un paleontólogo, zoólogo y botánico francés. Era hermano menor de Georges Cuvier.

## Biografía
Fue elegido miembro de la Royal Society en 1835.
Fue cuidador jefe de la casa de fieras del Museo Nacional de Historia Natural de Francia en París, de 1804 a 1838.
En 1837, crea la función de "Fisiología comparativa" en el Museo.
Le dio su nombre científico actual al panda rojo (Ailurus fulgens) en 1821.
Es mencionado por Darwin en "El origen de las especies" (capítulo VII), de haber trabajado en el comportamiento de los animales y el instinto, en especial la distinción entre el hábito y el instinto. También se le menciona en 'Moby Dick' (capítulo 32) como de haber escrito sobre el tema de las ballenas.
Frédéric Cuvier dirigió, a partir de 1816, el Dictionnaire des sciences naturelles.

## Algunas publicaciones

### Libros
- frederic Cuvier, étienne geoffroy Saint-Hilaire. 1819-1842. Histoire naturelle des mammifères. 4 vols.
- 1825. Des Dents des mammifères considérées comme caractères zoologiques
- 1836. De l'Histoire naturelle des cétacés, ou Recueil et examen des faits dont se compose l'histoire naturelle des animaux. 2 vols.

## Abreviatura (zoología)
La abreviatura F.Cuvier  se emplea para indicar a Frédéric Cuvier como autoridad en la descripción y taxonomía en zoología.